# Schmedehausen
Schmedehausen (auch Glanedorf) ist ein Ortsteil von Greven im Münsterland und hat ca. 600 Einwohner.

## Geschichte
In der Umgebung Schmedehausens lassen sich bronzezeitliche Funde nachweisen, die etwa bis 1200 v. Chr. zurückreichen. Auch Funde aus der römischen Kaiserzeit belegen eine durchgängige Besiedlung. Das erste schriftliche Dokument stammt aus der Sachsenzeit (ca. 950), als ein gewisser Hof „Jecmari“ in der Bauerschaft „Smithehuson“ zum Amtshof des Klosters Freckenhorst wurde. Diese Schmiede wird wohl auch der Namensgeber gewesen sein.
Etwa um 1200 lag Schmedehausen auf der Grenze zwischen dem Hochstift Münster und der Grafschaft Tecklenburg. Die Zollstation entstand im Haus Eltingmühle, das heute noch als Gasthof existiert.
Im Dreißigjährigen Krieg 1618–1648 wurde Schmedehausen stark geplündert, da die Landstraße sowohl von durchziehenden Truppen, als auch die Verbindungsachse zwischen den verhandelnden Parteien in Münster und Osnabrück benutzt wurde. 1707 wurde die Grafschaft Tecklenburg preußisch. Im Napoleonischen Krieg von 1802 überschritt General Blücher mit seinen Truppen bei Schmedehausen die Grenze, um den östlichen Teil des Hochstifts Münster zu besetzen. Nach dem Reichsdeputationshauptschluss wurde Schmedehausen dann auch preußisch. Anschließend gliederten die Franzosen Schmedehausen in das Département Lippe nach Frankreich ein. Nach dem Wiener Kongress 1815 wurde Schmedehausen Teil der preußischen Provinz Westfalen. Und nach dem Zweiten Weltkrieg kam Schmedehausen zur Britischen Besatzungszone sowie 1946 an das neugegründete Land Nordrhein-Westfalen.

## Sehenswürdigkeiten
- der Eltingmühlenbach
- der Dortmund-Ems-Kanal
- der Franz-Felix-See
- die Kroner Heide
- die Hüttruper Heide

## Galerie

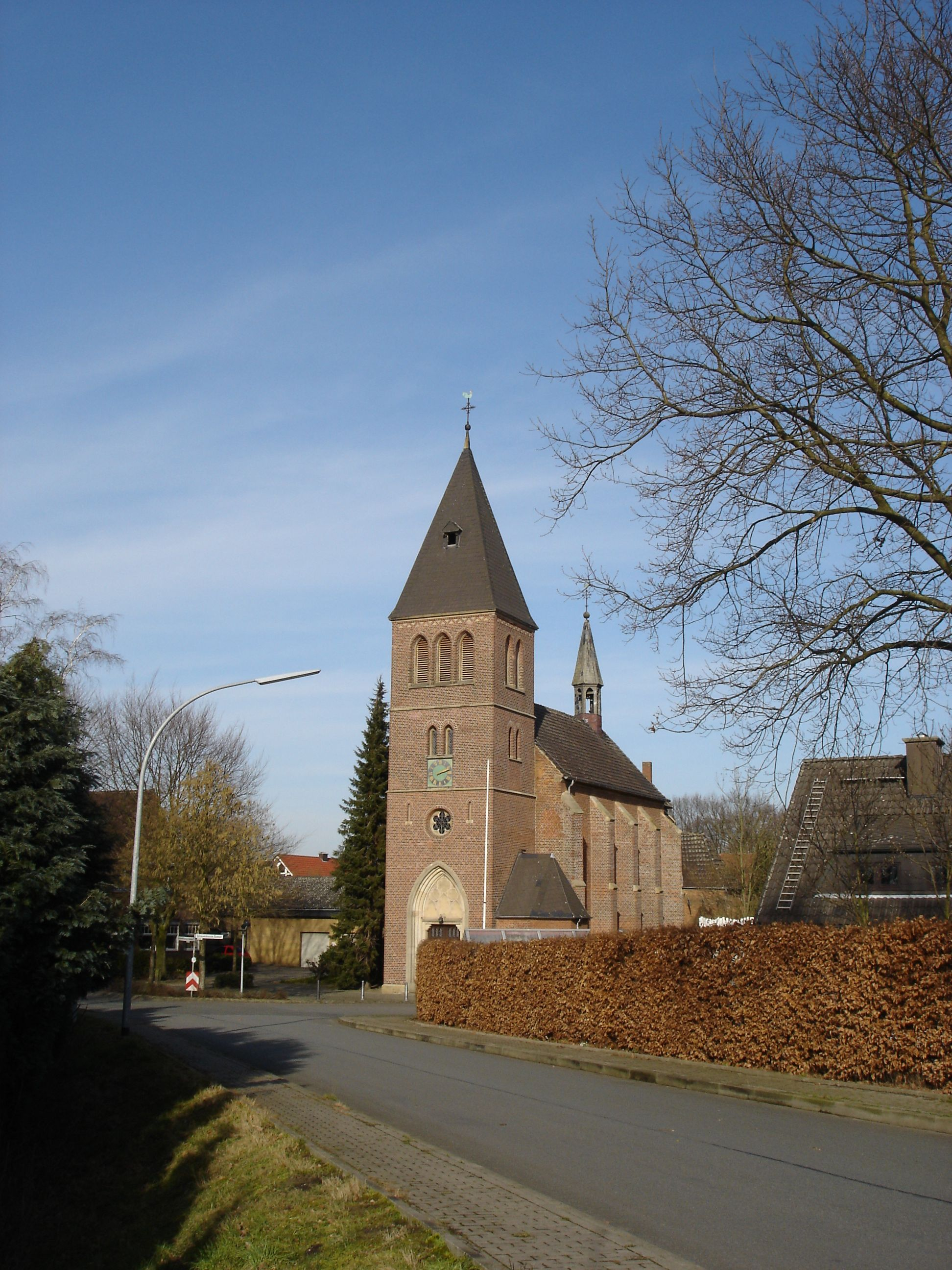
Zentrum von Schmedehausen mit Kirche (Zu den heiligen Schutzengeln)
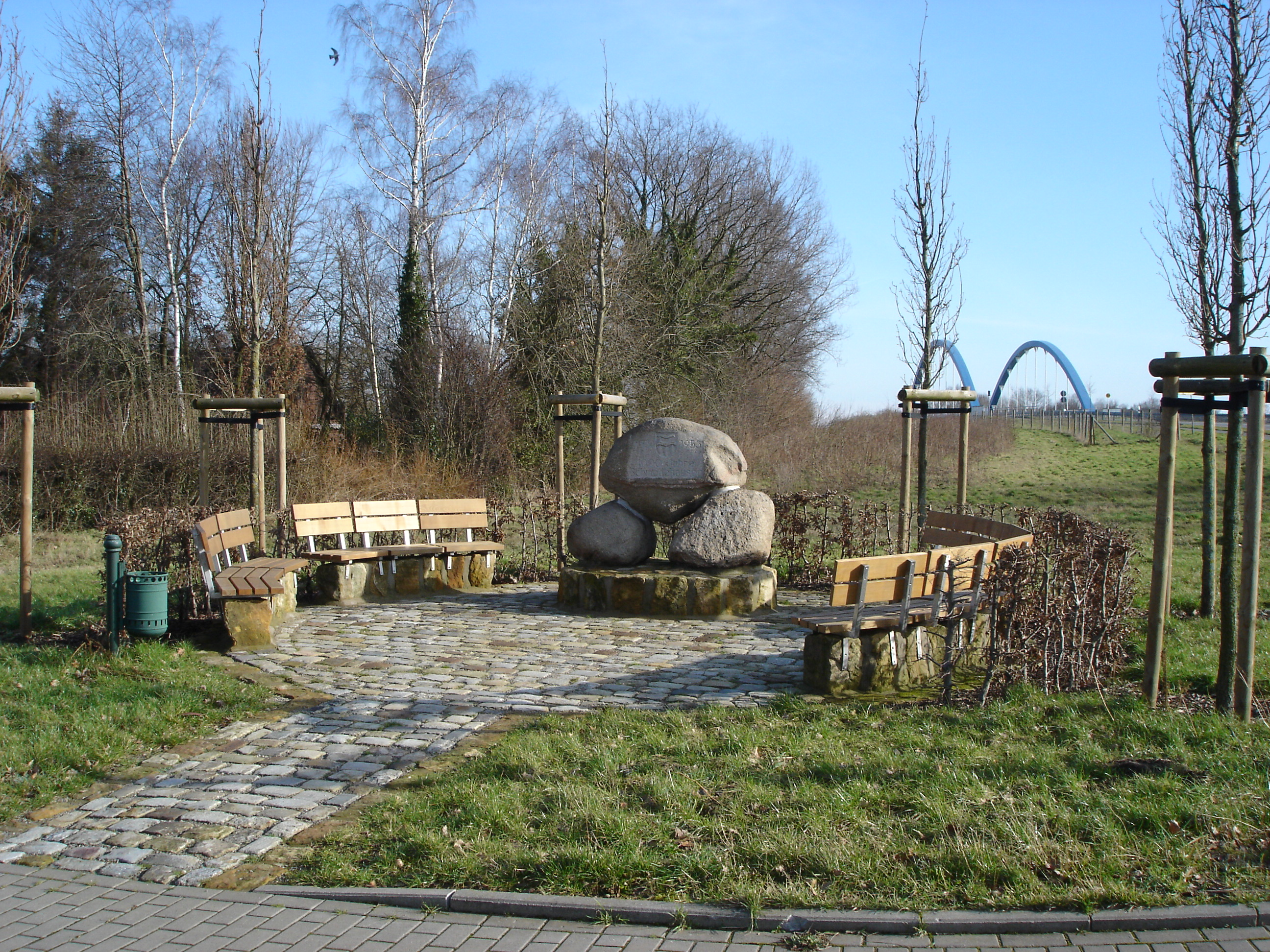
Gedenkstein in Schmedehausen zum 1000-jährigen Bestehen
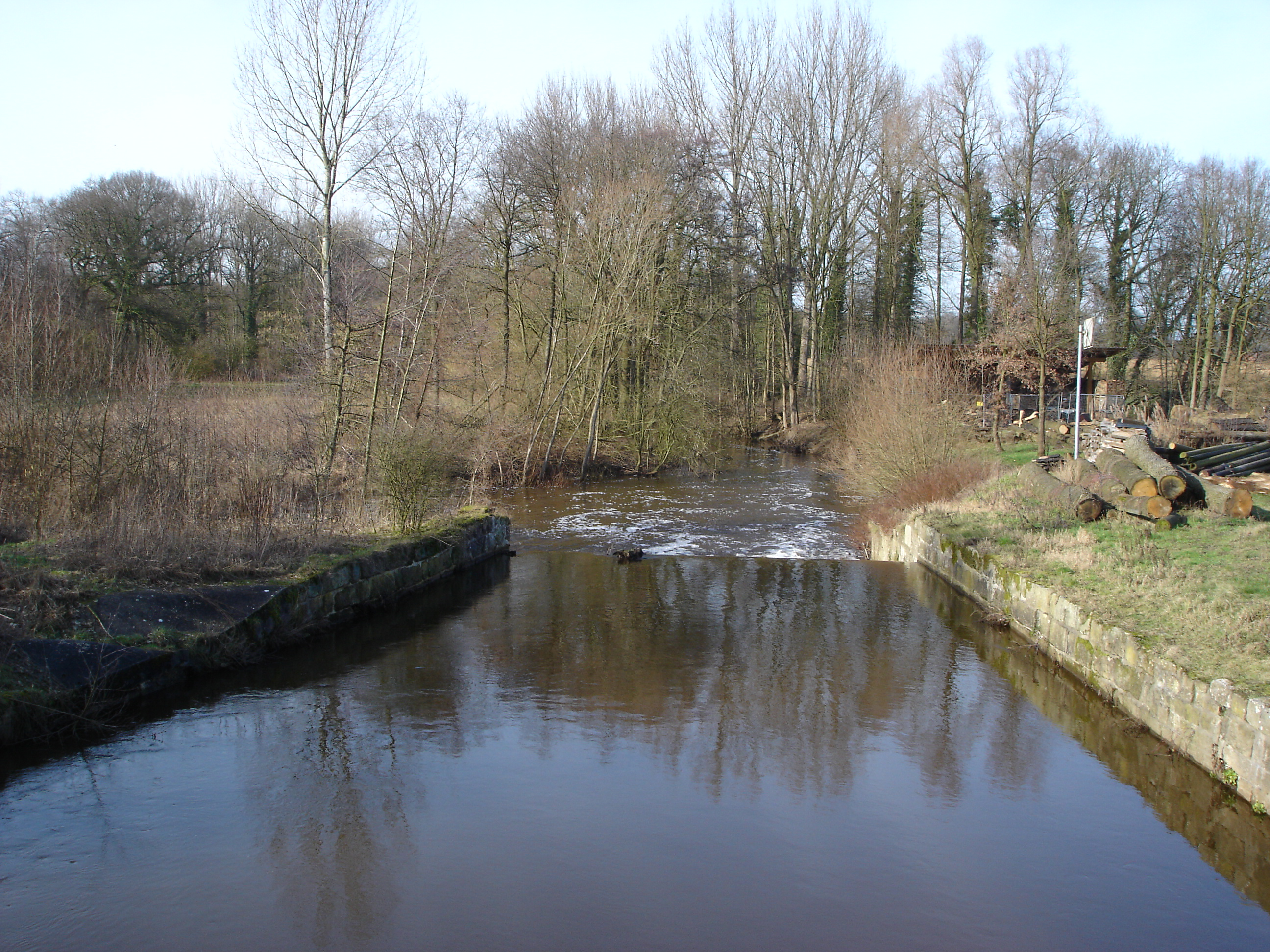
Der Eltingmühlenbach in Schmedehausen
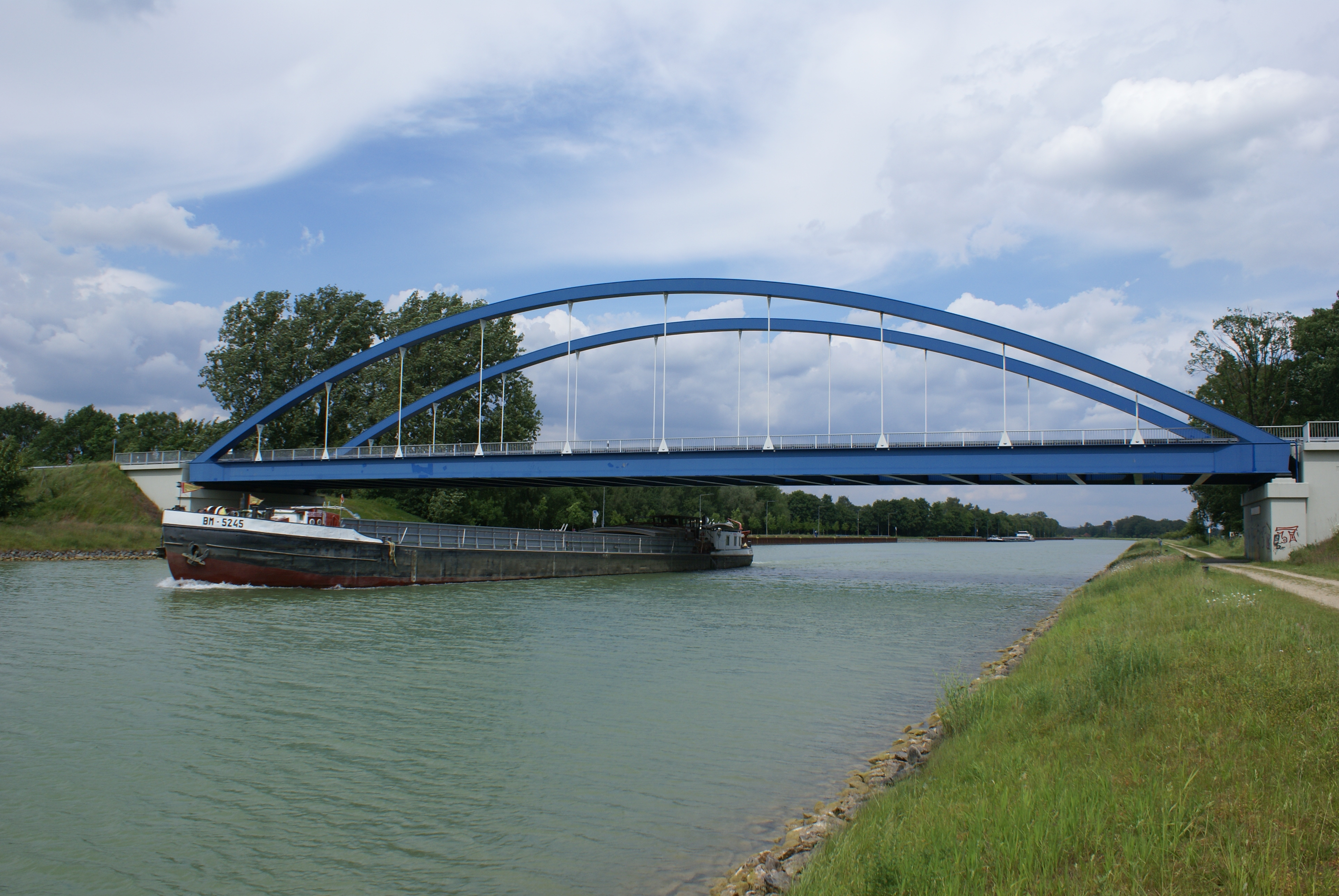
Schmedehausener Brücke bei Kilometer 85,609 über den Dortmund-Ems-Kanal